# Mozarab rítus
A mozarab rítus vagy mozarab liturgia az Ibériai-félszigeten arab hódoltság alá került, de keresztény vallását megőrző, főleg vizigót eredetű népesség szertartásrendje (egyes források hispániainak, illetve óspanyolnak nevezik). A római liturgiától főleg az különbözteti meg, hogy szövegei patetikusabbak, hangulata ünnepélyesebb, cselekményei pedig látványosabbak. A mozarab liturgiát Sevillai Izidor foglalta össze Liturgia Mosarabica című művében.
A mozarab szertartásrendű kereszténység vallási központja Toledóban volt. Miután a várost és környékét a keresztények 1085-ben visszahódították, a mozarab liturgiát kiszorította a római, és a középkorban egy időre teljesen feledésbe is merült. Francisco Ximenez de Cisneros bíboros újította fel 1502-ben; használatát a második vatikáni zsinat óta ismét szorgalmazzák. A Toledói főegyházmegyében engedélyezett a használata.